# Điền kinh tại Đại hội Thể thao châu Á 2018 – Nhảy xa nữ
Nội dung Nhảy xa nữ tại Đại hội Thể thao châu Á 2018 được tổ chức vào ngày 27 tháng 8 năm 2018 tại Sân vận động Gelora Bung Karno, Trung Jakarta, Jakarta.
Vận động viên Bùi Thị Thu Thảo của đoàn Việt Nam đã giành huy chương vàng ở nội dung này với thành tích 6,55 m ngay trong lần nhảy đầu tiên. Đây là chiếc huy chương vàng đầu tiên trong lịch sử của điền kinh Việt Nam tại các kỳ Đại hội Thể thao châu Á.

## Lịch thi đấu
Tất cả thời gian tính theo giờ phía Tây Indonesia (UTC+07:00)
| Ngày                         | Giờ thi đấu | Nội dung  |
| ---------------------------- | ----------- | --------- |
| Thứ hai, 27 tháng 8 năm 2018 | 18:45       | Chung kết |

## Kỷ lục
Trước cuộc thi này, các kỷ lục thế giới, châu Á và của các kỳ Đại hội trước vẫn còn tồn tại như sau.
| Kỷ lục thế giới | Galina Chistyakova (URS) | 7,52 m | Leningrad, Liên bang Xô viết | 11 tháng 6 năm 1988  |
| Kỷ lục châu Á   | Yao Weili (CHN)          | 7,01 m | Tế Nam, Trung Quốc           | 5 tháng 6 năm 1993   |
| Kỷ lục Đại hội  | Yao Weili (CHN)          | 6,91 m | Hiroshima, Nhật Bản          | 15 tháng 10 năm 1994 |

## Kết quả
| Hạng | Vận động viên              | Lần nhảy thứ | Lần nhảy thứ | Lần nhảy thứ | Lần nhảy thứ | Lần nhảy thứ | Lần nhảy thứ | Thành tích (m) | Ghi chú |
| Hạng | Vận động viên              | 1            | 2            | 3            | 4            | 5            | 6            | Thành tích (m) | Ghi chú |
| ---- | -------------------------- | ------------ | ------------ | ------------ | ------------ | ------------ | ------------ | -------------- | ------- |
| 1    | Bùi Thị Thu Thảo (VIE)     | 6.55 0.0     | X −0.2       | X +0.2       | 6.49 0.0     | 6.52 0.0     | 4.67 −0.1    | 6.55           |         |
| 2    | Neena Varakil (IND)        | 6.41 +0.2    | 6.40 +0.3    | 6.50 0.0     | 6.51 0.0     | 6.46 +0.6    | 6.50 0.0     | 6.51           |         |
| 3    | Xu Xiaoling (CHN)          | 6.31 0.0     | 6.24 +0.1    | 6.49 0.0     | 6.50 +0.1    | X −0.2       | 6.39 0.0     | 6.50           |         |
| 4    | Lu Minjia (CHN)            | 6.50 −0.4    | 6.32 −0.5    | X +0.1       | 6.37 0.0     | 6.32 +0.5    | 6.43 0.0     | 6.50           |         |
| 5    | Maria Natalia Londa (INA)  | 5.91 +0.7    | 6.26 +0.6    | 6.44 0.0     | 6.29 +0.4    | 6.45 −0.1    | 6.33 0.0     | 6.45           |         |
| 6    | Kim Min-ji (KOR)           | 6.14 0.0     | 6.17 −0.3    | X +0.7       | 6.20 +0.2    | 6.27 +0.4    | X +0.1       | 6.27           |         |
| 7    | Parinya Chuaimaroeng (THA) | 6.26 +0.1    | X +0.6       | —            | 6.04 +0.1    | —            | X 0.0        | 6.26           |         |
| 8    | Nguyễn Thị Trúc Mai (VIE)  | 6.18 +0.1    | 6.06 −0.4    | X +0.1       | 6.10 +0.1    | 6.06 −0.3    | 6.19 0.0     | 6.19           |         |
| 9    | Marestella Sunang (PHI)    | 6.15 +0.5    | X +0.2       | 6.03 0.0     |              |              |              | 6.15           |         |
| 10   | Nayana James (IND)         | 6.08 −0.2    | 6.14 0.0     | X −0.1       |              |              |              | 6.14           |         |
| 11   | Anna Bulanova (KGZ)        | 6.09 +0.4    | 5.97 +0.3    | 5.96 0.0     |              |              |              | 6.09           |         |